# 致得克萨斯州人民和全世界的美国人
致得克萨斯州人民和全世界的美国人是一封由阿拉莫之战中得克萨斯军队的长官威廉·B·特拉维斯于1836年2月24日写给墨西哥得克萨斯州的移民的一封公开信。这封信被稱为“挑战宣言”和「美国爱国主义杰作」， 是得克萨斯州的学童历史教育的一部分。
2月23日，得克萨斯州圣安东尼奥的阿拉莫使团被安东尼奥·洛佩斯·德·圣安娜将军率领的墨西哥军队包围。特拉维斯担心军队人马不足，无法承受袭击，于是写了这封信，寻求支持者的增援。 这封信以特拉维斯的“要么胜利！要么死亡！”的誓言结束。这种情绪一直被历史学家褒贬不一。
这封信最初交给了信使阿尔伯特·马丁，马丁将这封信带到了七十英里外的冈萨雷斯镇。 马丁添加了几则后记来鼓舞阿拉莫士兵的士气，然后把这封信递给了朗塞洛史密瑟斯。 史密瑟斯又添加了一些自己的附言，并将信送到原定目的地圣费利佩德奥斯汀。 当地出版商印刷了超过700份信件的复印本。 信件内容也出现在得克萨斯州的两家主流报纸上，最终在全美和欧洲各地刊登。 一些人响应了这封信的号召，得克萨斯州和美国各地的人开始聚集在冈萨雷斯。 90人中，有32人成功抵达了阿拉莫。而这些人形成了军队的核心力量，最终在圣哈辛托战役中击败了圣安娜。 
在得克萨斯革命结束后，原始信件被送到了阿拉巴马州的特拉维斯家。1893年，他的一个后代将这封信以85美元卖给了得克萨斯州 。  几十年来，它一直在得克萨斯州立图书馆展出。 原来的信件现在受到保护，并且在特拉维斯的肖像下展示了一份副本。

## 背景
1824年的墨西哥宪法放宽了该国的移民政策，允许外国人在墨西哥德克萨斯等边境地区定居，于是人们纷纷涌向该地。一项1834年的人口普查估计得克萨斯州的人口为7,800名墨西哥人，以及30,000以英语为母语和主要来自美国的人。
这些移民中有威廉·巴雷特·特拉维斯，他是阿拉巴马州的本地人，曾担任过教师，报纸出版人和律师。 作为一个狂热的书虫，特拉维斯经常在一天内读完一部小说。 他的品味主要包括骑士文学冒险和历史故事，尤其是沃尔特司科特爵士和本杰明迪斯雷利的小说以及希罗多德的历史作品。 历史学家推测特拉维斯所选择的阅读内容可能会影响他的行为—特拉维斯以其夸张而又戏剧化的个性而闻名。

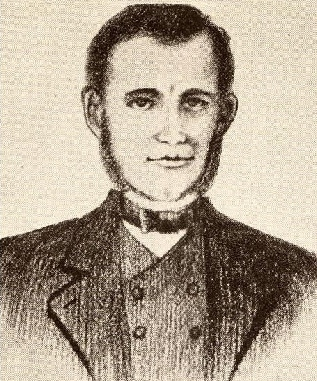
威廉·巴雷特·特拉维斯

1831年5月，特拉维斯在德克萨斯阿纳瓦克开了一家律师事务所。 几乎同时，他和他的法律合作伙伴帕特里克·杰克,与当地军事指挥官胡安·戴维斯·布拉德伯恩发生了冲突。 他们随后的行动都进一步导致了1832 阿纳瓦克骚乱。 根据历史学家 威廉·C·戴维斯的说法,布拉德本"反应过激，并使当地的两个英雄对他们自己的行为感到不满，否则人们并不太愿意制裁他们"。 布拉德本被迫离职，并逃离得克萨斯州。
阿纳瓦克骚乱恰逢墨西哥内战。 得克萨斯人和支持联邦政府的人结盟，主张州政府发挥更强大的作用，反对中央政府将制定的政策放在国家等级上。联邦主义者占了上风，他们支持的将军安东尼奥·洛佩斯·德·圣安纳当选为总统。1835年，圣安纳开始巩固政权。作为回应，联邦主义者在墨西哥的几个州发动了武装叛乱。特拉维斯是中央集权主义的死敌，在1835年6月领导了对阿纳瓦克的进攻，并迫使墨西哥驻军投降。许多得克萨斯州的移居者认为特拉维斯的行为是轻率的，所以他被迫道歉。虽然墨西哥政府发布了逮捕他的逮捕令，但地方当局没有执行。
随着圣安纳把自己定位成一个独裁者，得克萨斯人也对政府愈加不满。十月，得克萨斯革命开始了，代表们任命了一个临时政府。特拉维斯被任命为新正规军中校 ，并被要求组建一个骑兵连。 他参加了在拜克斯围攻，在那里，他被证明是"一种冲动，偶尔不服从的，军官"。
到1835年底，得克萨斯人驱逐了所有来自得克萨斯州的墨西哥军队。因为坚信战争已经结束，许多得克萨斯人从军队辞职回家。一月，临时政府基本崩溃。尽管政府的任何一个部门去干预另一个部门都缺乏权威性，立法机关仍然弹劾了州长亨利·史密斯，他后来又解散了立法机关。在得克萨斯州，没有人能够完全确信到底谁是负责人。
甚至当得克萨斯州政府权力下降，还有流言传圣安娜将亲自率领军队入侵得克萨斯州平息叛乱。  尽管这一事实，得州的军队势力仍在继续减弱。 得克萨斯州的移民者在争取独立还是回归墨西哥联邦政府的问题上存在分歧。这种思想上的混乱使得一些移民者选择继续留在家里或者返回老家。 不到100名得州士兵仍然驻守在圣安东尼奥·德拜克斯(今圣安东尼奥，德克萨斯州)的阿拉莫特派团。他们的指挥官詹姆斯·C·尼尔担心他的小军队无法承受的墨西哥军队的攻击。史密斯州长响应尼尔一再提出的增援要求，派特拉维斯和30人前往阿拉莫，他们于2月3日抵达。  当时大多数得克萨斯人，包括特拉维斯，都认为离墨西哥入侵还有几个月.

## 信的内容
2月11日，特拉维斯接受了阿拉莫驻军的指挥权利，当时尼尔获批了休假。2月23日，圣安娜率领大约1500名墨西哥士兵抵达拜克斯。 这150位得克萨斯士兵对这一发展毫无准备。 当他们赶到阿拉莫时,得克萨斯人民迅速将牛群赶到院落，在附近的房子里搜索食物。墨西哥军队发起了阿拉莫之围，并升起了一面血红色的旗帜，象征对敌人绝不仁慈。 特拉维斯则用阿拉莫最大的大炮来引起爆炸回应。
围攻的第一个晚上很安静。 第二天下午，墨西哥炮兵开始射击阿拉莫。 墨西哥上校胡安·阿尔蒙特在他的日记中写道，轰炸击中了阿拉莫的两門炮，包括巨大的18磅大炮。得克萨斯州人民迅速将这两种武器送回组织。 不久后，特拉维斯写了一封公开信， 请求"得克萨斯州及世界上所有美国人"的增援。
| “ | 致得克萨斯人民和全世界的美国人： 同胞们，我军被圣安娜军下的一千多名墨西哥人围困了。我军连续遭受了24小时的轰炸和大炮轰炸，但是没有一人丧生。敌军要求我方投降，不然，如果他们攻占了要塞，我军就在劫难逃。我用炮弹回答了这个要求，我们的旗帜仍然自豪地从墙上飘舞。我军永远不会放弃或撤退。然后，我呼吁你们以自由、爱国主义以及美国人所珍视的一切美好人格的名义，全力以赴地帮助我们——敌人每天都在得到增援，毫无疑问，他们在四五天内将增加到三四千人。如果这个呼吁被忽视，我也决心尽可能在战场上战斗得更久，像一个永远不会忘记自己和国家的荣誉一样——去凯旋或战死。 | ” |
| ——威廉·巴雷特·特拉维斯 康德中尉指挥官， 附：主站在我们这边。敌人出现的时候，我们连三蒲式耳（容量单位）的玉米也没有。但从那以后，我们在废弃的房屋里找到了八九十蒲式耳的玉米，墙里还有二三十蒲式耳的牛肉。 特拉维斯 | |   |

## 信的流转

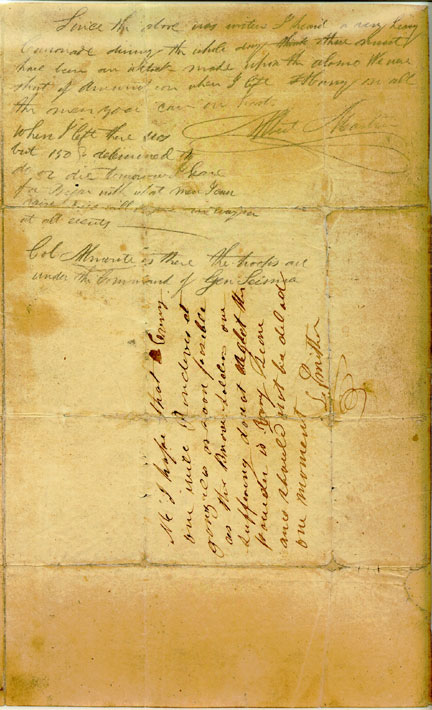
阿尔伯特马丁和朗塞洛史密斯尔都在特拉维斯的信中添加了附录。浏览这封信时可以看到这两则附录。

特拉维斯把这封信托付给信使阿尔伯特·马丁，他骑了一夜的马，以最快的速度行驶70英里（110公里）到达最近的城镇冈萨雷斯。  在途中，马丁增加了两则附录。第一则传达了马丁的担忧，即墨西哥军队已经袭击了阿拉莫 ，并以“赶紧行动起来吧！你们可以更快的！”收尾。  第二则附录更难读懂，因为该信后来被沿着一行文字折叠起来。 此后，这封信一直沿着折痕的折叠，有几个词被磨损掉了。  然而，这封信的要点是阿拉莫人民已经决定行动起来，如果不这样做他们宁可去死。而马丁旨在收集增援部队并尽快返回。
在冈萨雷斯，马丁把这封信交给了朗塞洛史密斯尔。 当墨西哥军队抵达拜克斯时，史密斯尔立即出发前往冈萨雷斯。特拉维斯可能已经派他作为官方信使，或者也有可能他已经独自前往那里去警告镇里的人们。 史密斯尔又在马丁的消息下加了一些自己写的内容，鼓励人们在冈萨雷斯汇合去救济在阿拉莫的得克萨斯人民。
离开前冈萨雷斯，史密瑟斯给了一封信给安德鲁·庞顿，即城镇的市长。 第二封信可能就是史密斯尔去冈萨雷斯的原因，或者也可能是马丁寄来的信的内容改写。 副本写道：
| “                            | 致得克萨斯州的所有居民： 简而言之，拜克斯有2000名墨西哥士兵，阿拉莫有150名美国人。 塞斯马（地名）就在前方，即使做最好的打算，他们也绝不会对敌军心慈手软。如果每个人都不能有所作为，阿拉莫的每个人都会被谋杀。 他们的规定不超过8天或10天。 他们说他们会誓死捍卫它，要不就英勇牺牲。 供给品，弹药或者士兵，要不然就让你们的士兵在堡垒中被谋杀。 如果你不出现，得克萨斯州将不复存在。 我于23日下午4点离开拜克斯。 | ” |
| ——W.V. 特拉维斯， L.史密斯尔 | |   |

庞顿将史密斯尔这封信的副本发给上校亨利·拉凯，即纳科多奇警戒和安全委员会指挥官。拉凯保存了他收到的信，并寄给路易斯安那州那契托什的德克萨斯州警戒和安全事务委员会主席约翰·西布利博士一份，并附上了他的意见。
史密斯拼命骑车，不到40小时就把特拉维斯的信送到了圣费利佩·德奥斯汀。在匆忙组织的一次会议上，城镇领导人通过了一系列决议，承诺向阿拉莫捍卫者提供援助。会议的结果连同特拉维斯的那封信的复印件一起印在大报上。报纸出版商约瑟夫·贝克和托马斯·博登在分发完最初印出的所有200份信件后，又做了至少四份拓本，结果又复印了500多份。  他们最后的印刷品包括州长亨利·史密斯发出的消息，他敦促殖民者“立刻去帮助被围困的同胞，不允许他们被雇佣军的敌人屠杀……我呼吁所有拥有武器的人一刻都不要耽搁地团结起来，要不然或15天内得克萨斯州中心将成为战争中心。" 3月2日，这封信刊登在《得州共和报》上。 它还在三天后出现在其他主流的得克萨斯州的报纸：电报和得克萨斯船级社上。 这封信是最终在美国和欧洲的大部分地区再版。

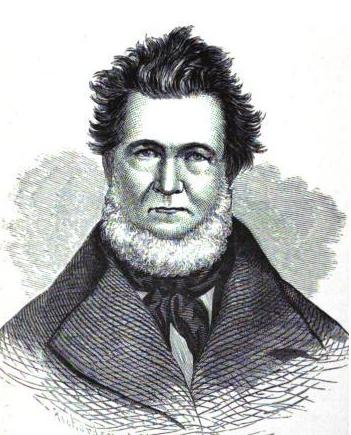
大卫 G. 伯内特. 如果他没有阅读特拉维斯的信，他不太可能成为得克萨斯共和国的临时总统。